# Distretto di Barysaŭ
Il distretto di Barysaŭ (in bielorusso Барысаўскі раён?, Barysaŭski raën; in russo Борисовский район?, Borisovskij rajon) è un distretto (raën) della Bielorussia appartenente alla regione di Minsk.